# Mawddwy
Mawddwy est une communauté du Gwynedd, au pays de Galles.

## Géographie
Mawddwy est située dans le sud-est du Gwynedd, à la frontière du Powys. C'est une communauté vaste et peu densément peuplée qui comprend les villages et hameaux d'Aberangell (en), Dinas Mawddwy (en), Llanymawddwy (en) et Mallwyd (en).

## Démographie
Au recensement de 2011, la communauté de Mawddwy comptait 622 habitants.